# Michael Scott (Apple)
Michael "Scotty" Scott (11 februari 1945) is een Amerikaans ondernemer. Hij was de eerste CEO van Apple van februari 1977 tot maart 1981. Officieel verliet Scott Apple op 10 juli 1981 met onder andere de volgende woorden in zijn ontslagbrief.
So I am having a new learning experience, something I’ve never done before. I quit, not resign to join a new company or retire for personal reasons…
This is not done for those who fear my opinions and style, but for the loyal ones who may be given false hope.
Yours. Private Citizen
Michael Scott
Scott werkte van 1983 tot 1988 bij het bedrijf Starstruck, een onderneming die werkte aan het lanceren van satellieten vanaf zee. Scott is tevens een expert op het gebied van gekleurde edelstenen. Hij schreef hier een boek over en zijn collectie is tentoongesteld in het Bowers Museum in Californië.